# Киберкомандование США
Киберкомандование США (англ. United States Cyber Command, USCYBERCOM) — единое боевое командование вооружённых сил США. До 4 марта 2018 г. находилось в подчинении стратегического командования США.
Расположено на территории военной базы Форт-Мид, штат Мэриленд. Командующий — адмирал Майкл Роджерс. Основными задачами командования являются централизованное проведение операций кибервойны, управление и защита военных компьютерных сетей США.

## История
Первый компонент киберкомандования — киберкомандование ВВС США — было создано в ноябре 2006 года; в октябре 2008 года было объявлено, что данное формирование не будет действовать постоянно.
23 июня 2009 года министр обороны США Р. Гейтс приказал командующему Стратегического командования США К. Чилтону создать Киберкомандование — USCYBERCOM. В мае 2009 года командующий Киберкомандованием генерал К. Александер изложил свои взгляды в докладе для подкомитета по вооружённым силам Палаты представителей Конгресса, в котором отметил, что США необходимо реорганизовать свои наступательные и оборонительные кибероперации, для чего потребуется больше ресурсов и профессиональной подготовки.
Питер Вуд, исполнительный директор First Base Technologies LLP и эксперт в кибервойнах, заявил, что США полностью вправе защитить себя:

Мое личное мнение таково, что единственный способ противостоять как криминальной, так и шпионской онлайновой деятельности — быть проактивным. Если США примет формальный подход к этому — это хорошо. Китайцы рассматриваются как источник многих атак на западные технологические инфраструктуры, в частности, недавнюю атаку на сети электропередач в США. Если это будет признано организованным нападением, я хотел бы обнаружить и ликвидировать источник этих атак. Единственная проблема в том, что Интернет, по самой своей природе, не имеет границ, и если США надевают на себя мантию «глобального полицейского», это не даёт возможности заходить на нужную глубину.Оригинальный текст (англ.)"My own view is that the only way to counteract both criminal and espionage activity online is to be proactive. If the US is taking a formal approach to this, then that has to be a good thing." 
"The Chinese are viewed as the source of a great many attacks on western infrastructure and, just recently, the US national grid. If that is determined to be an organised attack, I would want to go and take down the source of those attacks," he said. 
"The only problem is that the internet - by its very nature - has no borders and if the US takes on the mantle of the world's police; that might not go down so well."— Peter Wood, operations chief with First Base Technologies and an expert in cyber-warfare.
Киберкомандование США начало функционировать 21 мая 2010 года, и достигло полной оперативной готовности 31 октября 2010 года.
Киберкомандование объединило под своим началом несколько ранее существовавших организаций, в частности, Соединение глобальных сетевых операций (JTF-GNO) и Объединённое командование сетевой войны(JFCC-NW). Агентство военных информационных систем — подразделение JTF-GNO — было переведено в штаб-квартиру Киберкомандования в Форт-Миде.
Создание Киберкомандования было неоднозначно воспринято в военных кругах США. Некоторые представители вооружённых сил утверждали, что исторически сложившиеся культуры американских армии, флота и военно-воздушных сил в корне несовместимы с идеей кибервойны. Представитель ВВС США полковник Роберт Коста предложил в связи с этим создать новый, четвёртый вид вооружённых сил.
Подполковник Г. Конти и полковник Д. Сурду (начальник штаба Управления по исследованиям, развитию и инженерии) заявили: «Добавление эффективного и действенного киберподразделения наряду с армией, флотом и ВВС будет обеспечивать нашей стране возможность защитить свою технологическую инфраструктуру и проводить наступательные операции. Возможно, ещё более важным будет то, что само наличие такой возможности будет служить сильным сдерживающим фактором для врагов нашей страны».
В июле 2011 года заместитель министра обороны США Уильям Линн заявил на конференции, что «С киберкомандованием мы имеем полный спектр [наступательных] возможностей, но мы надеемся, что наша стратегия является оборонительной»."Наша стратегия основывается на пяти столпах: отношение к киберпространству как к территории; использование более активной защиты; поддержка Министерства внутренней безопасности в защите критически важных инфраструктурных сетей; практика коллективной обороны совместно с союзниками; уменьшение преимуществ злоумышленников в Интернете".
Министр обороны США Эштон Картер 6 апреля 2016 года дал «первое задание военного времени» киберкомандованию Пентагона атаковать Исламское государство с целью не позволить командованию ИГ планировать и руководить операциями, а также нарушить финансирование структур ИГ.

## Задачи
«USCYBERCOM планирует, координирует, объединяет, синхронизирует и проводит мероприятия по руководству операциями и защите компьютерных сетей министерства обороны; готовит и осуществляет полный спектр военных операций в киберпространстве, обеспечивает свободу действий США и их союзников в киберпространстве и препятствует аналогичным действиям противника».
Текст «9ec4c12949a4f31474f299058ce2b22a», который расположен в логотипе USCYBERCOM (по часовой стрелке, на внутренней окружности), является хешированным по алгоритму MD5 текстом его миссии.
USCYBERCOM осуществляет координацию и интеграцию операций, проводимых киберподразделениями вооружённых сил США, экспертизу киберпотенциала министерства обороны США и расширяет возможности его действий в киберпространстве.

## Организационная структура
Киберкомандование США включает в себя следующие компоненты:
- Киберкомандование Армии
  - 9-е армейское командование связи[англ.]
  - Управление разведки и безопасности армии[13][14][15].
    - 1-е управление информационных  операций[англ.]
    - 780-я  бригада военной  разведки[англ.]
- 10-й флот (киберкомандование ВМС)[16].
  - Управление компьютерных сетей флота[англ.]
  - Управление киберзащиты ВМС США
  - Управление информационных операций ВМС США
  - Объединённые специальные подразделения
- 24-я воздушная армия (киберкомандование ВВС)[17][18]
  - 67-е крыло боевого применения информационных систем[англ.]
  - 688-е крыло информационных операций в компьютерных сетях[англ.]
  - 689-е крыло связи[англ.]
- Киберкомандование корпуса морской пехоты[19].

## Реакция мирового сообщества
Создание киберкомандования США активизировало деятельность других стран в этой сфере. В декабре 2009 года Южная Корея объявила о создании подразделения кибервойск в ответ на создание аналогичного подразделения в КНДР. Подготовкой к созданию кибервойск занялся британский Центр правительственной связи. В 2010 году Китай создал подразделение, занимающееся вопросами кибервойны и информационной безопасности.
О создании к концу 2013 года кибервойск заявило министерство обороны РФ.
В самих США следующим шагом в развитии кибероружия стало создание специального Разведывательного центра киберопераций (англ. Cyber Warfare Intelligence Center).